# Еллен Гоґерверф
Еллен Гоґерверф (нід. Ellen Hogerwerf, нар. 10 лютого 1989) — нідерландська веслувальниця, срібна призерка Олімпійських ігор 2020 року.

## Виступи на Олімпіадах
| Олімпіада           | Дисципліна   | Місце |
| ------------------- | ------------ | ----- |
| Лондон 2012         | парні двійки | 8     |
| Ріо-де-Жанейро 2016 | вісімки      | 6     |
| Токіо 2020          | четвірки     | 2     |

## Зовнішні посилання
- Еллен Гоґерверф — олімпійська статистика на сайті Sports-Reference.com (англ.) (архівна версія)
- Еллен Гоґерверф [Архівовано 8 січня 2021 у Wayback Machine.] на сайті FISA.

1. 1 2  Elisabeth Hogerwerf
2. ↑  Ellen Hogerwerf